# Daly Waters
Daly Waters ist eine Siedlung im australischen Bundesstaat Northern Territory mit gerade mal 16 Einwohnern, die jedoch auf vielen Karten des Kontinents verzeichnet ist. Es liegt etwa 620 Kilometer südlich von Darwin, einige Kilometer westlich des Stuart Highways und somit in einer weitgehend unbesiedelten Gegend.
Daly Waters ist berühmt für seinen „Stuart-Baum“ (engl.: Stuart’s Tree), in den John McDouall Stuart ein S einschnitzte, als er Australien im Jahre 1862 durchquerte. „Waters“ im Namen von Daly Waters weist auf die natürlichen Quellen hin, die Stuart unter anderem mit dem Wasser versorgten, das er für seine Australiendurchquerung dringend benötigte.
Die einzige Sehenswürdigkeit, die Daly Waters neben diesem Baum bietet, ist ein Pub, der reichhaltig mit Banknoten und anderen Andenken dekoriert ist, die Touristen aus aller Welt hier gelassen haben.

## Bildergalerie

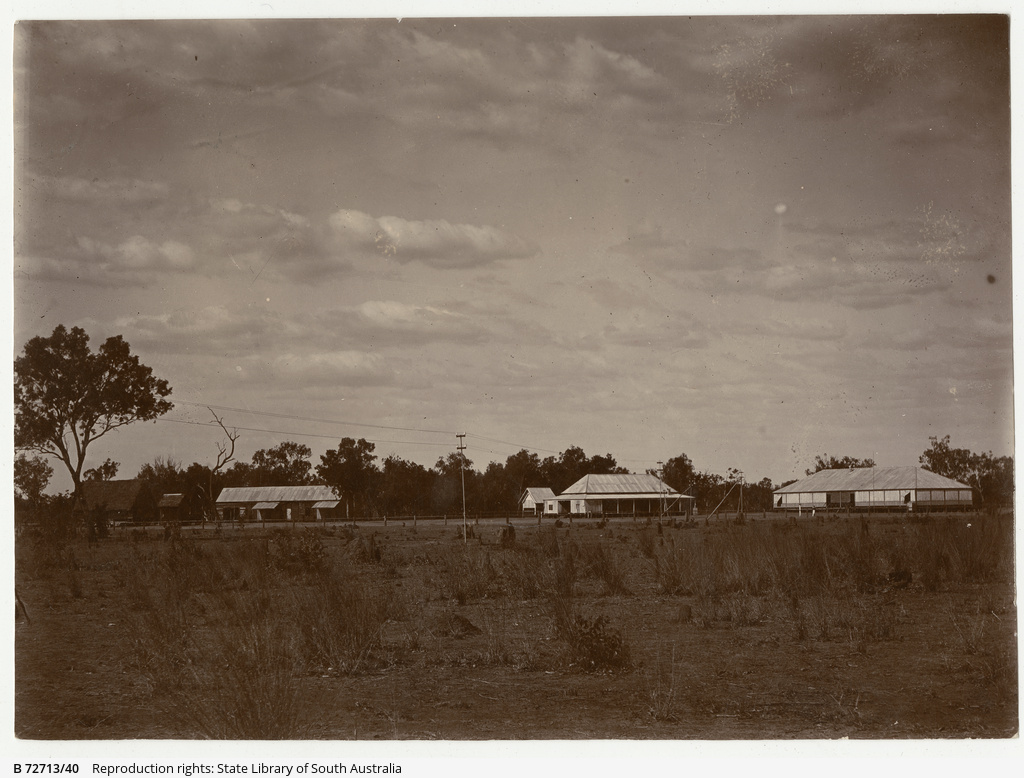
Daly Waters Telegraph Station (1910)
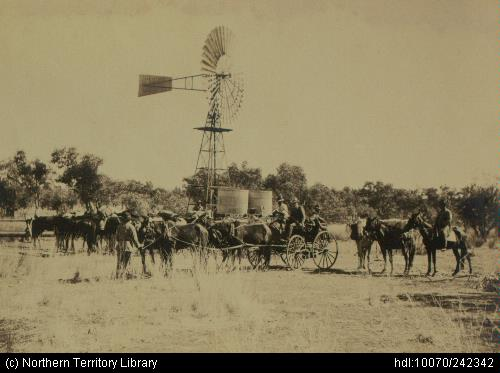
Daly Waters (1919)
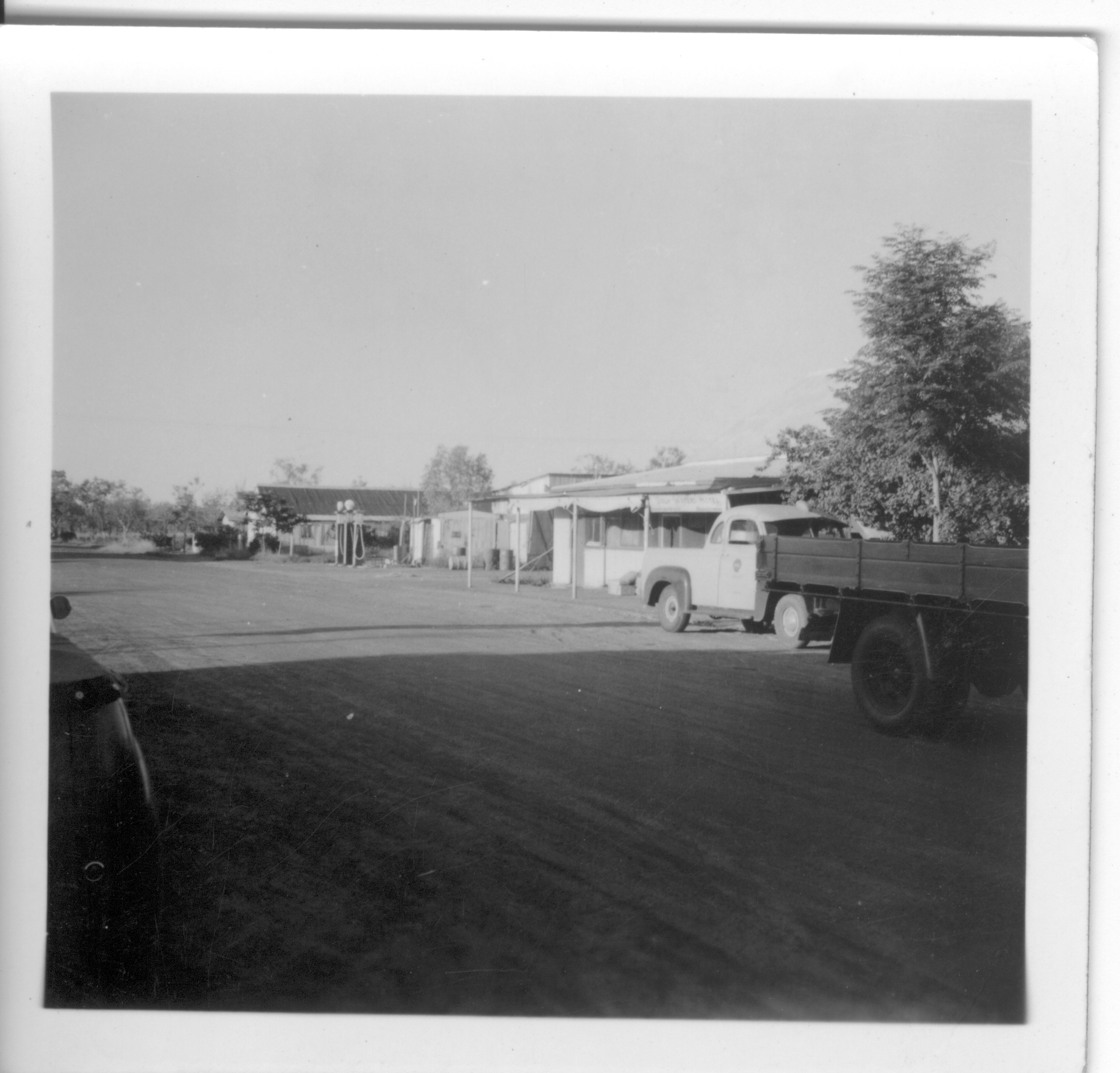
Daly Waters (Januar 1955)
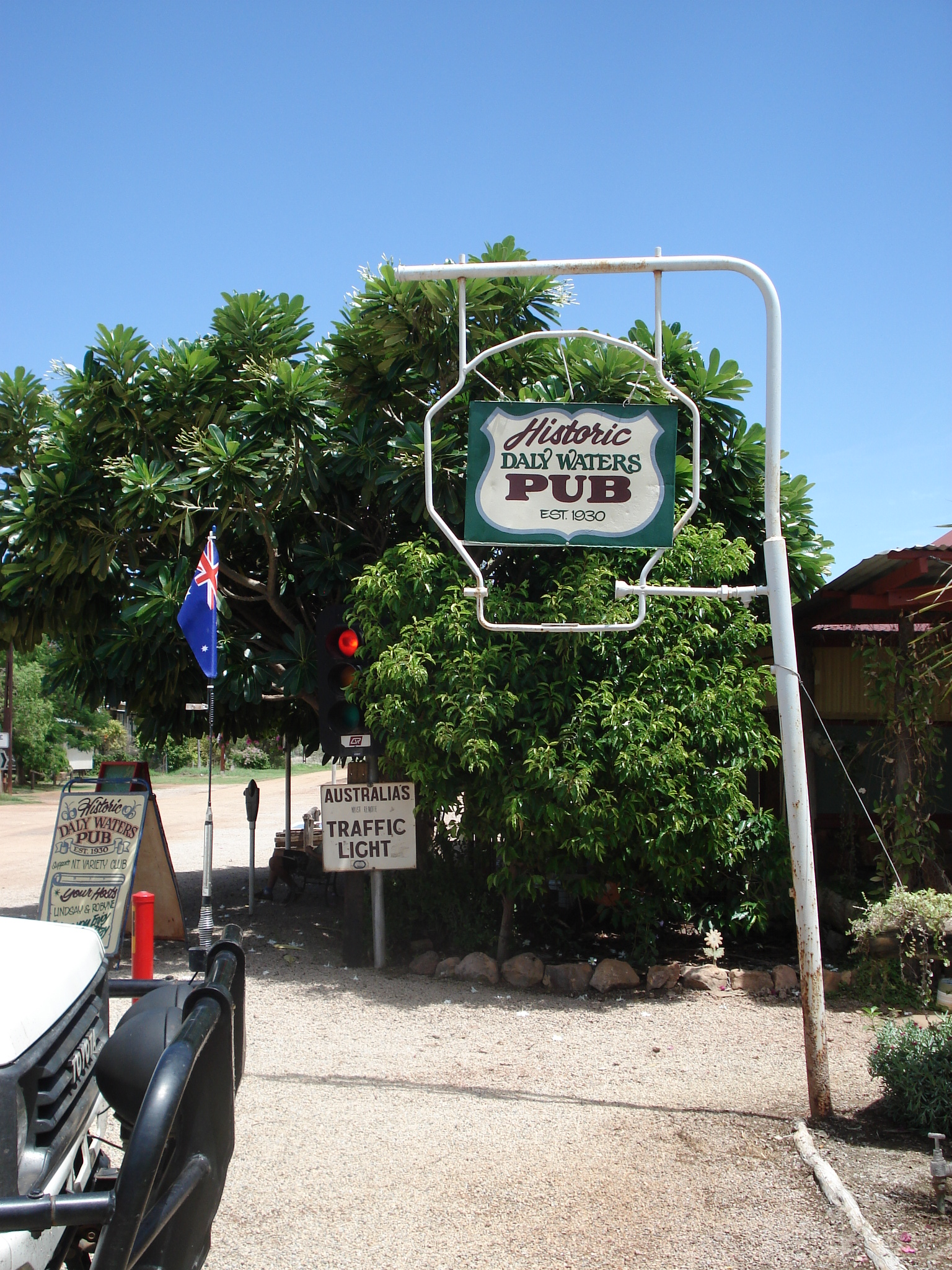
Daly Waters Pub: Die Ampel steht immer auf Rot (2008)
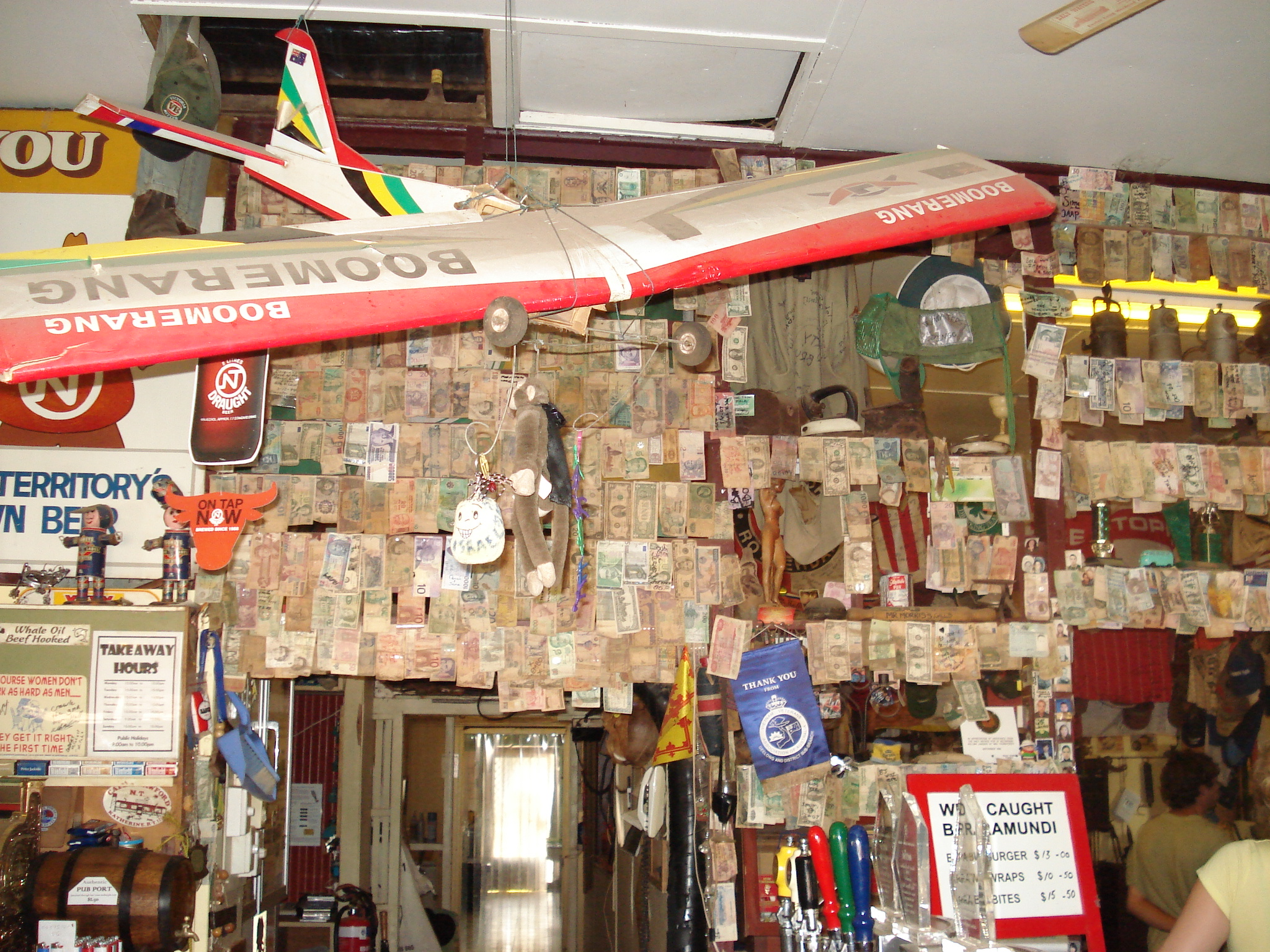
Banknoten im Daly Waters Pub (2008)
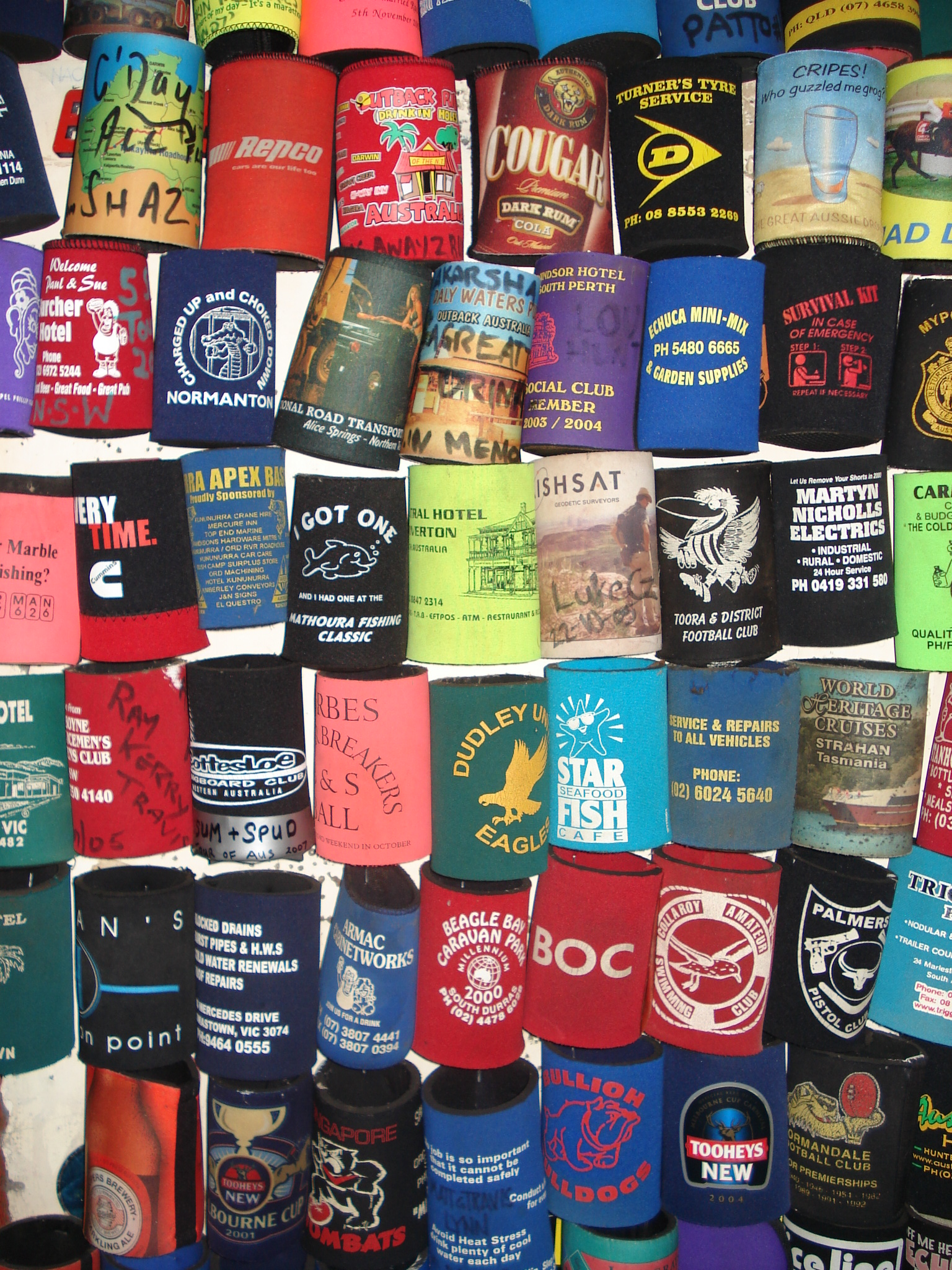
Stubby Cooler (2008)